# Jordan Marié
Jordan Marié (Épinal, 29 settembre 1991) è un calciatore francese, centrocampista del Digione.

## Carriera
Milita nel Dijon FCO, squadra nella quale gioca sin dalle giovanili.

## Statistiche

### Presenze e reti nei club
Statistiche aggiornate al 4 febbraio 2023.
| Stagione        | Squadra         | Campionato      | Campionato | Campionato | Coppe nazionali | Coppe nazionali | Coppe nazionali | Coppe continentali | Coppe continentali | Coppe continentali | Altre coppe | Altre coppe | Altre coppe | Totale | Totale |
| Stagione        | Squadra         | Comp            | Pres       | Reti       | Comp            | Pres            | Reti            | Comp               | Pres               | Reti               | Comp        | Pres        | Reti        | Pres   | Reti   |
| --------------- | --------------- | --------------- | ---------- | ---------- | --------------- | --------------- | --------------- | ------------------ | ------------------ | ------------------ | ----------- | ----------- | ----------- | ------ | ------ |
| 2012-2013       | Digione         | L2              | 15         | 0          | CF+CdL          | -               | -               | -                  | -                  | -                  | -           | -           | -           | 15     | 0      |
| 2013-2014       | Digione         | L2              | 26         | 1          | CF+CdL          | 4+1             | 0               | -                  | -                  | -                  | -           | -           | -           | 31     | 1      |
| 2014-2015       | Digione         | L2              | 29         | 0          | CF+CdL          | 3+2             | 0               | -                  | -                  | -                  | -           | -           | -           | 34     | 0      |
| 2015-2016       | Digione         | L2              | 31         | 1          | CF+CdL          | 1               | 0               | -                  | -                  | -                  | -           | -           | -           | 32     | 1      |
| 2016-2017       | Digione         | L1              | 24         | 1          | CF+CdL          | 2+0             | 0               | -                  | -                  | -                  | -           | -           | -           | 26     | 1      |
| 2017-2018       | Digione         | L1              | 27         | 1          | CF              | 1               | 0               | -                  | -                  | -                  | -           | -           | -           | 28     | 1      |
| 2018-2019       | Digione         | L1              | 26+2       | 1          | CF+CdL          | 3+2             | 1               | -                  | -                  | -                  | -           | -           | -           | 33     | 2      |
| 2019-2020       | Digione         | L1              | 8          | 0          | CF              | 3               | 0               | -                  | -                  | -                  | -           | -           | -           | 11     | 0      |
| 2020-2021       | Digione         | L1              | 24         | 0          | CF              | 1               | 0               | -                  | -                  | -                  | -           | -           | -           | 25     | 0      |
| 2021-2022       | Digione         | L2              | 5          | 0          | CF              | -               | -               | -                  | -                  | -                  | -           | -           | -           | 5      | 0      |
| 2022-2023       | Digione         | L2              | 16         | 0          | CF              | 1               | 0               | -                  | -                  | -                  | -           | -           | -           | 17     | 0      |
| Totale carriera | Totale carriera | Totale carriera | 231+2      | 5          |                 | 24              | 1               |                    | -                  | -                  |             | -           | -           | 257    | 6      |